# Dorothy Lawrence

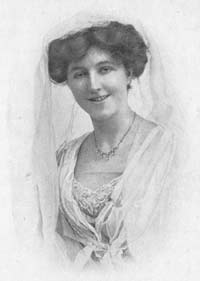
Dorothee Lawrence

Dorothy Lawrence (* 4. Oktober 1896; † 29. August 1964 in Barnet, Großraum London) war eine englische Reporterin, die sich als Mann verkleidete und als Soldat ausgab, um von der Front des Ersten Weltkriegs berichten zu können. Über ihr Leben vor und nach diesen Fronterlebnissen, die sie in einem 1919 erschienenen Buch beschrieb, ist wenig bekannt.

## Frühe Jahre
Wahrscheinlich außerehelich geboren, kam Dorothy Lawrence als Jugendliche in die Obhut eines Vormunds der Church of England. Später, in den 1920er Jahren, beschuldigte sie ihren Vormund, sie vergewaltigt zu haben. Vor dem Ersten Krieg begann sie als Journalistin zu arbeiten und veröffentlichte einige Artikel in der Times.

## Kriegsberichterstatterin

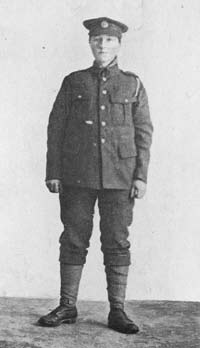
Als Soldat verkleidet

Nach Kriegsausbruch wollte sie von der Front berichten, was jedoch von mehreren Londoner Zeitungen abgelehnt wurde. Also brach Dorothy Lawrence im Sommer 1915 auf eigene Rechnung nach Frankreich auf. Sie verließ London auf einem Fahrrad, das sie für zwei Pfund gekauft hatte. Sie sprach nur wenig Französisch und hatte kaum Geld dabei.
Mit einer Fähre setzte sie über den Kanal und radelte auf die Front zu. Über Creil, wo sie erstmals Schüsse hörte, kam sie nach Senlis. Hier wurde sie von der Polizei aufgefordert, umzukehren, woraufhin sie in den nahen Wald floh. In der Nacht von Ratten aufgeschreckt, unterbrach sie ihr Vorhaben und fuhr zunächst nach Paris.
In Paris fand sie Unterstützung. Eine Gruppe britischer Soldaten, die sie ihre „Khaki-Komplizen“ nannte, besorgten ihr eine Uniform und brachten ihr militärisches Marschieren bei. Die Männer gingen jedoch davon aus, dass Lawrence nicht bis zur Front kommen würde.
Mit kurzen Haaren, einem offiziellen Passierschein und einer gefälschten Erkennungsmarke mit der Inschrift „Denis Smith. No. 175331. Erstes Leicester Regiment. Römisch-katholisch“ machte sie sich auf nach Béthune, wo die deutsche Armee gestoppt worden war, kam jedoch nach einem falschen Abzweig nach Albert; hier begann ein Jahr später die Schlacht an der Somme.
Lawrence traf den britischen Soldaten Tom Dunn, der ihr half, zu den Truppen zu gelangen. Nachts schlief sie in einer verlassenen Hütte, tagsüber marschierten die beiden mit den Kameraden zu den Schützengräben. Als Lawrence erschöpft befürchtete, sie könne krank oder verwundet und in der Folge enttarnt werden, ging sie nach zehn Tagen zum Vorgesetzten der Einheit und offenbarte sich. Als Kriegsgefangene wurde sie vielfach verhört und dann nach England zurückgeschickt.

## Spätere Jahre
Erst nach Kriegsende durfte sie ihr Abenteuer veröffentlichen, auch dann nur in zensierter Form. Der erhoffte kommerzielle Erfolg blieb aus. Mittellos und ohne Familie wurde sie 1925 nach auffälligem Verhalten in eine geschlossene Anstalt in Barnet eingewiesen. Sie starb am 29. August 1964 und wurde in einem Armengrab im Londoner Stadtteil Barnet bestattet.
Erst 2003 fand Richard Bennett, der Enkel eines der Soldaten, die Dorothy Lawrence in Frankreich geholfen hatten, einen Hinweis auf sie im Royal Engineers Museum in Chatham. Seitdem sammeln Historiker Material für eine Biografie von Dorothy Lawrence.